# Aeroporto di Kota Bharu-Sultano Ismail Petra
L'Aeroporto di Kota Bharu-Sultano Ismail Petra (IATA: KBR, ICAO: WMKC) (in malese: Lapangan Terbang Sultan Ismail Petra), è un aeroporto domestico malese situato nel territorio di Pengkalan Chepa, 8 km a nord est della città di Kota Bharu nello stato federato di Kelantan. La struttura è dotata di una pista di asfalto lunga 1981 m, l'altitudine è di 5 m, l'orientamento della pista è RWY 10-28. L'aeroporto è aperto al traffico commerciale.
L'attuale aeroporto nasce dalla struttura militare della RAF britannica e fu il primo in Malesia su cui atterrarono le forze imperiali aeree giapponesi nel dicembre 1941; è intitolato al sultano Ismail Petra, che ha governato lo stato di Kelantan dal 1980 al 2010.